# Ceroplastes sumatrensis
Ceroplastes sumatrensis är en insektsart som beskrevs av Reyne 1965. Ceroplastes sumatrensis ingår i släktet Ceroplastes och familjen skålsköldlöss. Inga underarter finns listade i Catalogue of Life.